# 1677
Il 1677 (MDCLXXVII in numeri romani) è un anno  del XVII secolo.

## Eventi
- 11 aprile – Battaglia di Cassel: Durante la Guerra franco-olandese, nei pressi di Cassel, 15 km a ovest di Saint-Omer, un esercito francese comandato dal Duca di Lussemburgo sconfisse una forza combinata olandese-spagnola sotto Guglielmo d'Orange.

## Nati

### Gennaio
- 1º gennaio - François-Joseph de Chancel, drammaturgo e scrittore francese († 1758)
- 22 gennaio - Antonio Schinella Conti, fisico e matematico italiano († 1749)
- 23 gennaio - Pál Forgách il vecchio, presbitero ungherese († 1746)

### Febbraio
- 3 febbraio - Jan Blažej Santini-Aichel, architetto ceco († 1723)
- 4 febbraio - Johann Ludwig Bach, musicista, violinista e compositore tedesco († 1731)
- 9 febbraio - Mario Mellini, cardinale italiano († 1756)
- 12 febbraio - Giovanni Battista Labanchi, vescovo cattolico italiano († 1746)
- 18 febbraio - Jacques Cassini, astronomo francese († 1756)
- 26 febbraio - Nicola Fago, compositore italiano († 1745)

### Marzo
- 5 marzo - Pietro Micca, militare e operaio italiano († 1706)
- 22 marzo - Anna Luisa Föhse, nobildonna tedesca († 1745)

### Aprile
- 19 aprile - Sallustio Bandini, presbitero, politico e economista italiano († 1760)
- 27 aprile - Feofan Prokopovič, arcivescovo ortodosso, teologo e politico russo († 1736)

### Maggio
- 3 maggio - Maffeo Nicolò Farsetti, arcivescovo cattolico italiano († 1741)
- 4 maggio - Francesca Maria di Borbone-Francia, nobile francese († 1749)
- 20 maggio - Lemau de la Jaisse, cartografo e incisore francese († 1745)
- 24 maggio - Cristiano Ludovico di Brandeburgo-Schwedt, principe e militare († 1734)
- 30 maggio - Sofia Angelica di Württemberg-Oels, nobile tedesca († 1700)

### Giugno
- 4 giugno - Adriaen Boudewijns, pittore fiammingo († 1719)
- 10 giugno - Jean Raoux, pittore e disegnatore francese († 1734)
- 12 giugno - Daniele Antonio Bertoli, disegnatore e costumista italiano († 1743)
- 15 giugno - Nicolas Gédoyn, presbitero, traduttore e critico letterario francese († 1744)
- 18 giugno - Antonio Maria Bononcini, violoncellista e compositore italiano († 1726)

### Luglio
- 4 luglio - Pier Luigi Carafa, cardinale e arcivescovo cattolico italiano († 1755)
- 6 luglio - Paolo Groppelli, scultore italiano († 1751)
- 8 luglio - Ernst August Charbonnier, architetto del paesaggio tedesco († 1747)
- 13 luglio - Giovanni Giorgio di Sassonia-Weissenfels, duca († 1712)
- 29 luglio - Giovanni Augusto di Anhalt-Zerbst, nobile tedesco († 1742)

### Agosto
- 9 agosto - Jacob Campo Weyerman, pittore e scrittore olandese († 1747)
- 23 agosto - Marie Anne Doublet, letterata francese († 1771)
- 25 agosto - Manuel d'Orléans, conte di Charny, generale francese († 1740)
- 25 agosto - Jean-Joseph Languet de Gergy, arcivescovo cattolico e teologo francese († 1753)
- 27 agosto - Otto Ferdinand von Traun, militare austriaco († 1748)
- 28 agosto - Sofia Edvige di Danimarca, principessa danese († 1735)

### Settembre
- 9 settembre - Alessandro Benedetto Sobieski, nobile, diplomatico e religioso polacco († 1714)
- 15 settembre - François-Paul de Neufville de Villeroy, arcivescovo cattolico francese († 1731)
- 17 settembre - Stephen Hales, botanico, chimico e teologo inglese († 1761)
- 18 settembre - Christian Döring, architetto tedesco († 1750)
- 23 settembre - Antonio Cugini, architetto italiano († 1765)
- 27 settembre - Giovanni Carlo Maria Clari, compositore italiano († 1754)
- 27 settembre - Johann Gabriel Doppelmayer, matematico, astronomo e cartografo tedesco († 1750)

### Ottobre
- 5 ottobre - Pietro Grimani, doge († 1752)
- 6 ottobre - Philip Johan von Strahlenberg, militare, geografo e cartografo svedese († 1747)
- 20 ottobre - Stanislao Leszczyński, nobile polacco († 1766)
- 23 ottobre - Giuseppe Antonio Petrini, pittore svizzero († 1759)
- 23 ottobre - Rudolf Franz Erwein von Schönborn, nobile, diplomatico e politico tedesco († 1754)

### Novembre
- 3 novembre - Pier Francesco Cavazza, pittore e collezionista d'arte italiano († 1733)
- 5 novembre - Domenico Corradi d'Austria, matematico italiano († 1756)
- 7 novembre - Maddalena Guglielmina di Württemberg, nobildonna († 1742)
- 17 novembre - Giovanni Antonio Pucci, pittore e poeta italiano († 1739)
- 25 novembre - Andrea Bianchi, architetto italiano († 1740)
- 26 novembre - Filippo Maria Positano, vescovo cattolico italiano († 1732)
- 29 novembre - Guillaume Coustou, scultore francese († 1746)

### Dicembre
- 7 dicembre - Ippolita Cantelmo Stuart, nobile e poetessa italiana († 1754)
- 30 dicembre - Emanuele Maurizio d'Elbeuf, generale francese († 1763)

### Senza giorno specificato
- Pompeo Aldrovandini, pittore italiano († 1735)
- Federico Bencovich, pittore dalmata († 1756)
- Lucia Casalini Torelli, pittrice italiana († 1762)
- Lelio Cosatti, matematico italiano († 1748)
- Antonio Dardani, pittore italiano († 1735)
- Lorenzo De Castro, compositore italiano († 1764)
- Lodovico Flangini, ammiraglio italiano († 1717)
- Kawamata Tsuneyuki, pittore giapponese
- Manuel da Maia, architetto, ingegnere e archivista portoghese († 1768)
- Donato Massa, ceramista italiano († 1747)
- Giovanni Battista Mazzini, medico e matematico italiano († 1743)
- Ortai, politico e funzionario cinese († 1745)
- Christian Petzold, compositore e organista tedesco († 1733)
- Nicolò Russo, ceramista italiano († 1756)
- Claude Sicard, missionario e egittologo francese († 1726)
- Nicolò Spinola, doge († 1743)
- John Talman, architetto britannico († 1726)
- Carlo Antonio Tantardini, scultore italiano († 1748)
- Gerolamo Theodoli, architetto e nobile italiano († 1766)
- Jacob Wittich, filosofo tedesco († 1739)
- Louis de Caix d'Hervelois, gambista e compositore francese († 1759)
- Francisco José de Castro, compositore, organista e clavicembalista spagnolo († 1730)
- Marie Armande de La Trémoille, nobildonna francese († 1717)
- Lorenzo del Moro, pittore italiano († 1735)

## Morti

### Gennaio
- 18 gennaio - Jan van Riebeeck, esploratore olandese (n. 1619)
- 21 gennaio - Christina Anna Skytte,  svedese (n. 1643)
- 25 gennaio - Pedro de Godoy, religioso, teologo e vescovo cattolico spagnolo (n. 1599)

### Febbraio
- 2 febbraio - Sigismondo Alfonso Thun, vescovo cattolico italiano (n. 1621)
- 3 febbraio - Andrea Carrera, pittore italiano (n. 1590)
- 9 febbraio - Giacomo Alboresi, pittore italiano (n. 1632)
- 21 febbraio - Girolamo Buonvisi, cardinale e arcivescovo cattolico italiano (n. 1607)
- 21 febbraio - Baruch Spinoza, filosofo olandese (n. 1632)

### Marzo
- 4 marzo - Pietro Farnese, nobile italiano (n. 1639)
- 16 marzo - Evaristo Baschenis, pittore italiano (n. 1617)
- 18 marzo - Marie Luise von Degenfeld, nobile tedesca (n. 1634)
- 23 marzo - Sebastiano Cima, pittore italiano (n. 1599)
- 25 marzo - Wenceslaus Hollar, incisore ceco (n. 1607)

### Aprile
- 16 aprile - Aniello de Guzmán y Carafa, nobile spagnolo
- 20 aprile - Mathieu Le Nain, pittore francese (n. 1604)
- 22 aprile - Wenzel Eusebius von Lobkowicz, nobile e politico ceco (n. 1609)

### Maggio
- 4 maggio - Isaac Barrow, matematico e teologo inglese (n. 1630)
- 20 maggio - George Digby, II conte di Bristol, nobile, politico e diplomatico inglese (n. 1612)
- 22 maggio - Guglielmo di Baden-Baden, nobile tedesco (n. 1593)
- 23 maggio - Giovanni di Nassau-Idstein, nobile tedesco (n. 1603)

### Giugno
- 3 giugno - Carlo Emanuele Giacinto di Simiana, nobile, politico e militare italiano (n. 1608)
- 18 giugno - Johann Franck, scrittore tedesco (n. 1618)
- 23 giugno - Guglielmo Ludovico di Württemberg, duca tedesco (n. 1647)

### Luglio
- 9 luglio - Angelus Silesius, poeta e mistico tedesco (n. 1624)
- 24 luglio - Ignazio Andrea I Akhidjan, patriarca cattolico siriano (n. 1622)
- 27 luglio - Johannes Loccenius, giurista tedesco (n. 1598)

### Agosto
- 9 agosto - Elisabetta Augusta Christiansdatter, contessa danese (n. 1623)
- 17 agosto - Gian Giordano Gonzaga, nobile italiano (n. 1640)
- 18 agosto - Felice della Greca, architetto italiano (n. 1625)
- 19 agosto - Thomas Wijck, pittore olandese (n. 1616)
- 27 agosto - Mateo de Prado, scultore spagnolo (n. 1600)
- 27 agosto - Richard Sackville, V conte di Dorset, nobile e politico inglese (n. 1622)
- 31 agosto - Giulio Gabrielli il Vecchio, cardinale e vescovo cattolico italiano (n. 1603)

### Settembre
- 2 settembre - Wallerant Vaillant, pittore, disegnatore e incisore olandese (n. 1623)
- 5 settembre - Henry Oldenburg, letterato e ambasciatore tedesco (n. 1618)
- 11 settembre - James Harrington, filosofo e scrittore britannico (n. 1611)
- 12 settembre - Tønne Huitfeldt, militare norvegese (n. 1625)
- 12 settembre - Carlo Massimo, cardinale, politico e numismatico italiano (n. 1620)
- 13 settembre - Simon Renard de Saint-André, pittore francese (n. 1613)
- 17 settembre - Zacharie Cloutier, operaio francese (n. 1590)
- 28 settembre - Pascual de Aragón-Córdoba-Cardona y Fernández de Córdoba, cardinale e arcivescovo cattolico spagnolo (n. 1626)

### Ottobre
- 4 ottobre - Isaack van Ruisdael, pittore olandese (n. 1599)
- 9 ottobre - Gustavo Adolfo di Nassau-Saarbrücken, nobile tedesco (n. 1632)
- 14 ottobre - Francis Glisson, fisiologo e anatomista inglese (n. 1599)
- 16 ottobre - Louis Nicolas de Clerville, architetto francese (n. 1610)
- 16 ottobre - Giovanni Guglielmo Riva, chirurgo e anatomista italiano (n. 1627)

### Novembre
- 2 novembre - Robert Sidney, II conte di Leicester, nobile e politico inglese (n. 1595)
- 9 novembre - Aert van der Neer, pittore olandese
- 9 novembre - Gilbert Sheldon, arcivescovo anglicano e teologo inglese (n. 1598)
- 11 novembre - Giovanni Weikhard di Auersperg, nobile boemo (n. 1615)
- 11 novembre - Barbara Strozzi, compositrice e soprano italiana
- 16 novembre - Giovan Tommaso Perrone, vescovo cattolico italiano (n. 1602)
- 22 novembre - Abdul Jalil Shah III di Johor, sovrano malese
- 25 novembre - Mukai Genshō, filosofo giapponese (n. 1609)

### Dicembre
- 13 dicembre - Thomas Howard, V duca di Norfolk, nobile inglese (n. 1627)
- 17 dicembre - Diomira Allegri, religiosa italiana (n. 1651)
- 26 dicembre - Bernardo Gustavo di Baden-Durlach, militare, abate e cardinale tedesco (n. 1631)

### Senza giorno specificato
- Sa'eb di Tabriz, scrittore persiano (n. 1601)
- Louis Asterac Fontrailles, nobile francese
- Henri e Charles Beaubrun, pittore francese (n. 1603)
- Filippo Maria Bonini, presbitero, scrittore e storico italiano (n. 1612)
- Anders Bording, scrittore danese (n. 1619)
- Anthonie van Borssom, pittore olandese
- Francesco Buonamici, architetto e pittore italiano (n. 1596)
- Robert Cambert, compositore francese (n. 1628)
- Francesco Caratti, architetto svizzero
- Costanzo Centofiorini, funzionario italiano (n. 1594)
- Carlo Ludovico Clerici, II marchese di Cavenago, nobile e politico italiano (n. 1615)
- Antonio Maria Dal Sole, pittore italiano (n. 1606)
- Charles Dauphin, pittore francese
- Ambrogio del Giudice, religioso e storico italiano (n. 1608)
- Andrea Falcone, scultore italiano (n. 1630)
- Jeremias Falck, incisore tedesco
- Federico VI di Baden-Durlach, nobile tedesco (n. 1617)
- Willem van Herp, pittore fiammingo (n. 1614)
- Agostino Inveges, storico italiano (n. 1595)
- François du Jon, filologo tedesco (n. 1591)
- Matthew Locke, teorico musicale e compositore inglese (n. 1621)
- Thomas Manton, religioso britannico (n. 1620)
- Carlo Antonio Manzini, astronomo e matematico italiano (n. 1600)
- Jan Peeters il Vecchio, pittore e disegnatore fiammingo (n. 1624)
- Gabriel Perelle, incisore e disegnatore francese (n. 1604)
- Diego de Rosales, storico e scrittore spagnolo (n. 1601)
- Augustin de Saffray de Mésy, militare e funzionario francese (n. 1600)
- Pieter Thys, pittore fiammingo (n. 1624)
- John Washington, militare e politico inglese (n. 1631)
- Carlo De Vincentiis, violinista italiano (n. 1622)
- Fernando de la Torre Farfán, presbitero, poeta e scrittore spagnolo (n. 1609)

## Calendario
| Calendario 1677 | Calendario 1677 | Calendario 1677 | Calendario 1677 | Calendario 1677 | Calendario 1677 | Calendario 1677 | Calendario 1677 | Calendario 1677 | Calendario 1677 | Calendario 1677 | Calendario 1677 | Calendario 1677 | Calendario 1677 | Calendario 1677 | Calendario 1677 | Calendario 1677 | Calendario 1677 | Calendario 1677 | Calendario 1677 | Calendario 1677 | Calendario 1677 | Calendario 1677 | Calendario 1677 | Calendario 1677 | Calendario 1677 | Calendario 1677 | Calendario 1677 | Calendario 1677 | Calendario 1677 | Calendario 1677 | Calendario 1677 | Calendario 1677 |
| --------------- | --------------- | --------------- | --------------- | --------------- | --------------- | --------------- | --------------- | --------------- | --------------- | --------------- | --------------- | --------------- | --------------- | --------------- | --------------- | --------------- | --------------- | --------------- | --------------- | --------------- | --------------- | --------------- | --------------- | --------------- | --------------- | --------------- | --------------- | --------------- | --------------- | --------------- | --------------- | --------------- |
|                 | 1               | 2               | 3               | 4               | 5               | 6               | 7               | 8               | 9               | 10              | 11              | 12              | 13              | 14              | 15              | 16              | 17              | 18              | 19              | 20              | 21              | 22              | 23              | 24              | 25              | 26              | 27              | 28              | 29              | 30              | 31              |                 |
| Gennaio         | Ve              | Sa              | Do              | Lu              | Ma              | Me              | Gi              | Ve              | Sa              | Do              | Lu              | Ma              | Me              | Gi              | Ve              | Sa              | Do              | Lu              | Ma              | Me              | Gi              | Ve              | Sa              | Do              | Lu              | Ma              | Me              | Gi              | Ve              | Sa              | Do              |                 |
| Febbraio        | Lu              | Ma              | Me              | Gi              | Ve              | Sa              | Do              | Lu              | Ma              | Me              | Gi              | Ve              | Sa              | Do              | Lu              | Ma              | Me              | Gi              | Ve              | Sa              | Do              | Lu              | Ma              | Me              | Gi              | Ve              | Sa              | Do              |                 |                 |                 |                 |
| Marzo           | Lu              | Ma              | Me              | Gi              | Ve              | Sa              | Do              | Lu              | Ma              | Me              | Gi              | Ve              | Sa              | Do              | Lu              | Ma              | Me              | Gi              | Ve              | Sa              | Do              | Lu              | Ma              | Me              | Gi              | Ve              | Sa              | Do              | Lu              | Ma              | Me              |                 |
| Aprile          | Gi              | Ve              | Sa              | Do              | Lu              | Ma              | Me              | Gi              | Ve              | Sa              | Do              | Lu              | Ma              | Me              | Gi              | Ve              | Sa              | Do              | Lu              | Ma              | Me              | Gi              | Ve              | Sa              | Do              | Lu              | Ma              | Me              | Gi              | Ve              |                 |                 |
| Maggio          | Sa              | Do              | Lu              | Ma              | Me              | Gi              | Ve              | Sa              | Do              | Lu              | Ma              | Me              | Gi              | Ve              | Sa              | Do              | Lu              | Ma              | Me              | Gi              | Ve              | Sa              | Do              | Lu              | Ma              | Me              | Gi              | Ve              | Sa              | Do              | Lu              |                 |
| Giugno          | Ma              | Me              | Gi              | Ve              | Sa              | Do              | Lu              | Ma              | Me              | Gi              | Ve              | Sa              | Do              | Lu              | Ma              | Me              | Gi              | Ve              | Sa              | Do              | Lu              | Ma              | Me              | Gi              | Ve              | Sa              | Do              | Lu              | Ma              | Me              |                 |                 |
| Luglio          | Gi              | Ve              | Sa              | Do              | Lu              | Ma              | Me              | Gi              | Ve              | Sa              | Do              | Lu              | Ma              | Me              | Gi              | Ve              | Sa              | Do              | Lu              | Ma              | Me              | Gi              | Ve              | Sa              | Do              | Lu              | Ma              | Me              | Gi              | Ve              | Sa              |                 |
| Agosto          | Do              | Lu              | Ma              | Me              | Gi              | Ve              | Sa              | Do              | Lu              | Ma              | Me              | Gi              | Ve              | Sa              | Do              | Lu              | Ma              | Me              | Gi              | Ve              | Sa              | Do              | Lu              | Ma              | Me              | Gi              | Ve              | Sa              | Do              | Lu              | Ma              |                 |
| Settembre       | Me              | Gi              | Ve              | Sa              | Do              | Lu              | Ma              | Me              | Gi              | Ve              | Sa              | Do              | Lu              | Ma              | Me              | Gi              | Ve              | Sa              | Do              | Lu              | Ma              | Me              | Gi              | Ve              | Sa              | Do              | Lu              | Ma              | Me              | Gi              |                 |                 |
| Ottobre         | Ve              | Sa              | Do              | Lu              | Ma              | Me              | Gi              | Ve              | Sa              | Do              | Lu              | Ma              | Me              | Gi              | Ve              | Sa              | Do              | Lu              | Ma              | Me              | Gi              | Ve              | Sa              | Do              | Lu              | Ma              | Me              | Gi              | Ve              | Sa              | Do              |                 |
| Novembre        | Lu              | Ma              | Me              | Gi              | Ve              | Sa              | Do              | Lu              | Ma              | Me              | Gi              | Ve              | Sa              | Do              | Lu              | Ma              | Me              | Gi              | Ve              | Sa              | Do              | Lu              | Ma              | Me              | Gi              | Ve              | Sa              | Do              | Lu              | Ma              |                 |                 |
| Dicembre        | Me              | Gi              | Ve              | Sa              | Do              | Lu              | Ma              | Me              | Gi              | Ve              | Sa              | Do              | Lu              | Ma              | Me              | Gi              | Ve              | Sa              | Do              | Lu              | Ma              | Me              | Gi              | Ve              | Sa              | Do              | Lu              | Ma              | Me              | Gi              | Ve              |                 |